# María de Lourdes Amaya
María de Lourdes Amaya (ur. 11 lutego 1980 w Xochimilco) – meksykańska polityk należąca do Partii Rewolucyjno-Demokratycznej. Obecnie pracuje jako poseł LXII Legislatury Kongresu Meksyku reprezentującego Dystrykt Federalny.